# 273 квартал
273 квартал расположен на Юго-Востоке города Прилуки в пределах улиц Гвардейской, Полевой, Индустриальной, Победы. Квартал сейчас уже один из передовых микрорайонов города. Насчитывает 18 жилых кирпичных пятиэтажных домов. Численность населения составляет 3.5 тыс. человек.Это 6 процентов полного населения города.

## История
Строительство началось в конце 1970-х годов, после строительства завода «Живмаш», который специализировался на выпуске сельскохозяйственной техники. Из-за отдалённости от центра города получил неофициальное название БАМ. После распада СССР застройка квартала прекратилась. Свободная территория была роздана под огороды. В 2006 году было завершено строительство жилого дома для военнослужащих по ул. Индустриальной, которое началось в 1990 году.

## Инфраструктура
В квартале есть детский сад № 27, кафе «Прилуки», множество магазинов, поликлиника. Так же рядом расположены Гуманитарно-педагогический колледж им. И.Я. Франко, МРОЭ ГАИ,Школа№9 бывший завод «Живмаш», новая площадка завода «Строймаш».

## Транспорт
В настоящее время квартал связан автобусным сообщением практически со всеми отдалёнными районами города.
- Автобусные маршруты: 2, 2а, 2б, 5, 9, 10, 16, 16а, 21, 30, 35, 39